# Supercopa Rei de 2025
A Supercopa Rei de 2025 (oficialmente Supercopa Betano Rei 2025 por motivos de patrocínio) foi a oitava edição deste evento esportivo, um torneio nacional de futebol masculino organizado pela Confederação Brasileira de Futebol (CBF). O torneio foi decidido em partida única entre o campeão do Campeonato Brasileiro de 2024, o Botafogo, e o campeão da Copa do Brasil de 2024, o Flamengo.
A partida foi disputada em 2 de fevereiro, no Mangueirão, em Belém, sendo o jogo que abre oficialmente o calendário da temporada nacional. O Flamengo foi o campeão, ao vencer pelo placar de 3 a 1, conquistando o tricampeonato da competição.

## Antecedentes
O Flamengo assegurou a primeira vaga para a edição de 2025 ao vencer o Atlético Mineiro, pela Copa do Brasil de 2024, pelo placar agregado de 4–1 — sendo 3–1 no Maracanã, na primeira partida, e 1–0 na Arena MRV, na partida de volta, em Belo Horizonte.
O Botafogo conquistou o Campeonato Brasileiro de 2024 em 8 de dezembro, ao vencer o São Paulo por 2–1 no Estádio Nilton Santos, na última rodada do Campeonato e conquistou a vaga na disputa da Supercopa Rei de 2025. O Alvinegro não vencia o Brasileiro havia 29 anos, desde o Campeonato Brasileiro de 1995.
| Clubes   | Federação      | Classificação                            | Participações anteriores          | Ref.   |
| -------- | -------------- | ---------------------------------------- | --------------------------------- | ------ |
| Botafogo | Rio de Janeiro | Campeão do Campeonato Brasileiro de 2024 | Estreante                         | [ 10 ] |
| Flamengo | Rio de Janeiro | Campeão da Copa do Brasil de 2024        | 5 (1991, 2020, 2021, 2022 e 2023) | [ 6 ]  |

### Sede

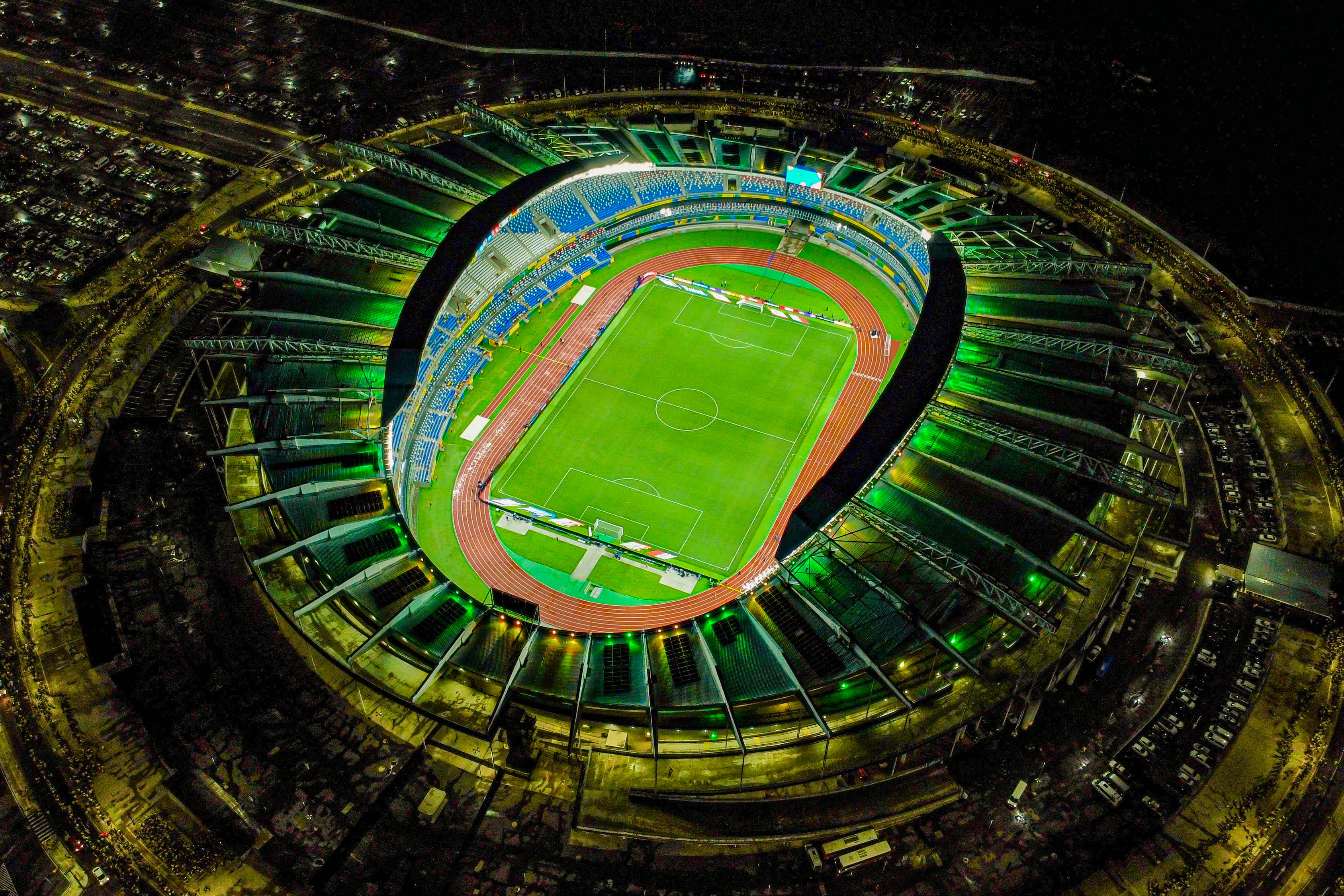
Mangueirão, sede da partida.

Em 28 de agosto de 2024, em um evento na sede da CBF, com a presença do governador do estado do Pará, Helder Barbalho, o presidente da entidade, Ednaldo Rodrigues, anunciou que a partida — que abre oficialmente o calendário da temporada — será realizada no Mangueirão, em Belém.
| “ | A Supercopa Rei abre oficialmente a temporada e será novamente um sucesso em 2025. A torcida paraense vai dar mais beleza a essa competição que reverencia o nosso Rei do Futebol. Estamos muito satisfeito em levar esse evento para um estado apaixonado pelo futebol, como é o Pará. | ” |
| — Ednaldo Rodrigues, presidente da CBF, durante o evento para o anúncio da sede da Supercopa do Brasil de 2025, | |   |

Em 15 de janeiro, foi anunciado o show de abertura com a cantora Joelma antes da partida.

### Arbitragem
Em 29 de janeiro de 2025, a equipe de arbitragem para o evento foi oficialmente designada. Ramon Abatti Abel foi indicado como árbitro principal, contando com a assistência dos auxiliares Neuza Inês Back e Guilherme Dias Camilo. Matheus Delgado Candançan e Gizeli Casaril desempenharam os papéis de quarto e quinta árbitra, respectivamente. Por sua vez, a responsabilidade pela arbitragem de vídeo ficou a cargo de Wagner Reway.

### Premiação
A premiação desta edição foi de 12 milhões de reais e foi o maior valor pago ao vencedor da competição. Cada um dos clubes recebeu 6,05 milhões de reais e o vencedor recebeu mais um milhão de dólares — cerca de 5,8 milhões de reais, pelo câmbio de 30 de janeiro. O valor em dólares foi enviado pela Confederação Sul-Americana de Futebol (CONMEBOL) para que seja direcionado a um vencedor de torneio ligado à classificação direta para a fase de grupos da Copa Libertadores.
| “                                                                       | A Supercopa Rei será uma grande celebração do futebol brasileiro neste domingo. A premiação recorde será uma atração a mais para animar atletas e torcedores em Belém. | ” |
| — Ednaldo Rodrigues, presidente da CBF, sobre a premiação desta edição, | |   |

## Partida

### Detalhes
| 2 de fevereiro          | Botafogo             | 1 – 3                     | Flamengo                                        | Mangueirão, Belém                    |
| 16:00 (UTC+3) Histórico | Patrick de Paula 87' | Súmula (CBF) ge Soccerway | Bruno Henrique 7' (pen.), 19' · Luiz Araújo 82' | Árbitro: SC Ramon Abatti Abel (FIFA) |

| Cores do Time · Cores do Time · Cores do Time · Cores do Time · Cores do Time | Botafogo | Flamengo | Cores do Time · Cores do Time · Cores do Time · Cores do Time · Cores do Time |

|               |    |                    |     |       |
| G             | 12 | John               |     |       |
| LD            | 4  | Mateo Ponte        |     | 46'   |
| Z             | 20 | Alexander Barboza  | 90' |       |
| Z             | 3  | Lucas Halter       |     |       |
| LE            | 13 | Alex Telles        | 85' |       |
| V             | 26 | Gregore            |     |       |
| V             | 17 | Marlon Freitas     |     |       |
| M             | 10 | Jefferson Savarino |     | 85'   |
| A             | 7  | Artur              |     | 90+2' |
| A             | 11 | Matheus Martins    |     | 80'   |
| A             | 99 | Igor Jesus         | 67' |       |
| Substitutos:  |    |                    |     |       |
| G             | 24 | Léo Linck          |     |       |
| LD            | 2  | Vitinho            |     | 46'   |
| Z             | 15 | Bastos             |     |       |
| LE            | 66 | Cuiabano           |     |       |
| V             | 5  | Danilo Barbosa     |     |       |
| V             | 6  | Patrick de Paula   |     | 85'   |
| V             | 25 | Allan              |     |       |
| V             | 28 | Newton             |     |       |
| M             | 18 | Kauê               |     |       |
| A             | 19 | Kayke              |     | 90+2' |
| A             | 67 | Yarlen             |     |       |
| A             | 69 | Rafael Lobato      |     | 80'   |
| Técnico:      |    |                    |     |       |
| Carlos Leiria |    |                    |     |       |

| G            | 1  | Rossi             |       |       |
| LD           | 43 | Wesley            |       |       |
| Z            | 3  | Léo Ortiz         |       |       |
| Z            | 4  | Leo Pereira       |       | 90+1' |
| Z            | 5  | Pulgar            | 45+1' |       |
| LE           | 26 | Alex Sandro       |       |       |
| V            | 8  | Gerson            |       |       |
| M            | 18 | De la Cruz        | 67'   | 90+1' |
| A            | 27 | Bruno Henrique    |       | 79'   |
| A            | 30 | Michael           |       | 79'   |
| A            | 50 | Gonzalo Plata     |       | 70'   |
| Substitutos: |    |                   |       |       |
| G            | 25 | Matheus Cunha     |       |       |
| LD           | 2  | Varela            |       |       |
| Z            | 13 | Danilo            |       | 90+1' |
| Z            | 33 | Cleiton           |       |       |
| LE           | 6  | Ayrton Lucas      |       |       |
| V            | 52 | Evertton Araújo   |       | 90+1' |
| M            | 10 | De Arrascaeta     |       | 70'   |
| M            | 29 | Allan             |       |       |
| M            | 20 | Matheus Gonçalves |       |       |
| A            | 7  | Luiz Araújo       | 82'   | 79'   |
| A            | 11 | Everton           |       |       |
| A            | 23 | Juninho           |       | 79'   |
| Técnico:     |    |                   |       |       |
| Filipe Luís  |    |                   |       |       |

| Árbitros assistentes: SP Neuza Inês Back (FIFA) MG Guilherme Dias Camilo (FIFA) Quarto árbitro: SP Matheus Delgado Candançan (FIFA) | Quinta árbitra: SC Gizeli Casaril (FIFA) Árbitro assistente de vídeo (VAR): ES Wagner Reway (FIFA) | Árbitros assistentes de VAR: SP Fabricio Porfirio de Moura MG Marco Aurélio Augusto Fazekas Ferreira Observador de VAR: RJ Pericles Bassols Pegado Cortez |

## Premiação
| Supercopa Rei de 2025         |
| Rio de Janeiro                |
| ----------------------------- |
| FLAMENGO Campeão (3.º título) |